# ماري إيجيما
ماري إيجيما (باليابانية: 飯島真理) (و. 1963 – م) هي ممثلة، ومغنية، وممثل أداء صوتي ياباني، ومغنية مؤلفة، ومنتجة أسطوانات، وموسيقية، وملحنة، من اليابان، ولدت في تسوتشي-أورا، إيباراكي.

## التعليم
تعلمت في Kunitachi College of Music ‏.

## وصلات خارجية
- ماري إيجيما على موقع IMDb (الإنجليزية)
- ماري إيجيما على موقع ميتاكريتيك (الإنجليزية)
- ماري إيجيما على موقع روتن توميتوز (الإنجليزية)
- ماري إيجيما على موقع ألو سيني (الفرنسية)
- ماري إيجيما على موقع ميوزك برينز (الإنجليزية)
- ماري إيجيما على موقع أول موفي (الإنجليزية)
- ماري إيجيما على موقع أول ميوزيك (الإنجليزية)
- ماري إيجيما على موقع ديسكوغز (الإنجليزية)
- ماري إيجيما على موقع قاعدة بيانات الفيلم (الإنجليزية)
- ماري إيجيما على موقع ليتربوكسد (الإنجليزية)